# Westringieae
Westringieae, tribus medićevki smještden u potporodicu Prostantheroideae. Sastoji se od pet rodova,, uglavnom iz Australije, a ime je dobila po rodu vazdazelenog drveća i grmova, Westringia.

## Rodovi
1. Tribus Westringieae Bartl.
  1. Prostanthera Labill. (112 spp.)
  2. Westringia Sm. (32 spp.)
  3. Hemiandra R. Br. (7 spp.)
  4. Hemigenia R. Br. (55 spp.)
  5. Microcorys R. Br. (21 spp.)